# Tobel-Tägerschen
Tobel-Tägerschen é uma comuna da Suíça, no Cantão Turgóvia, com cerca de 1.317 habitantes. Estende-se por uma área de 7,0 km², de densidade populacional de 188 hab/km². Confina com as seguintes comunas: Affeltrangen, Bettwiesen, Braunau, Bronschhofen (SG), Lommis.
A língua oficial nesta comuna é o Alemão.

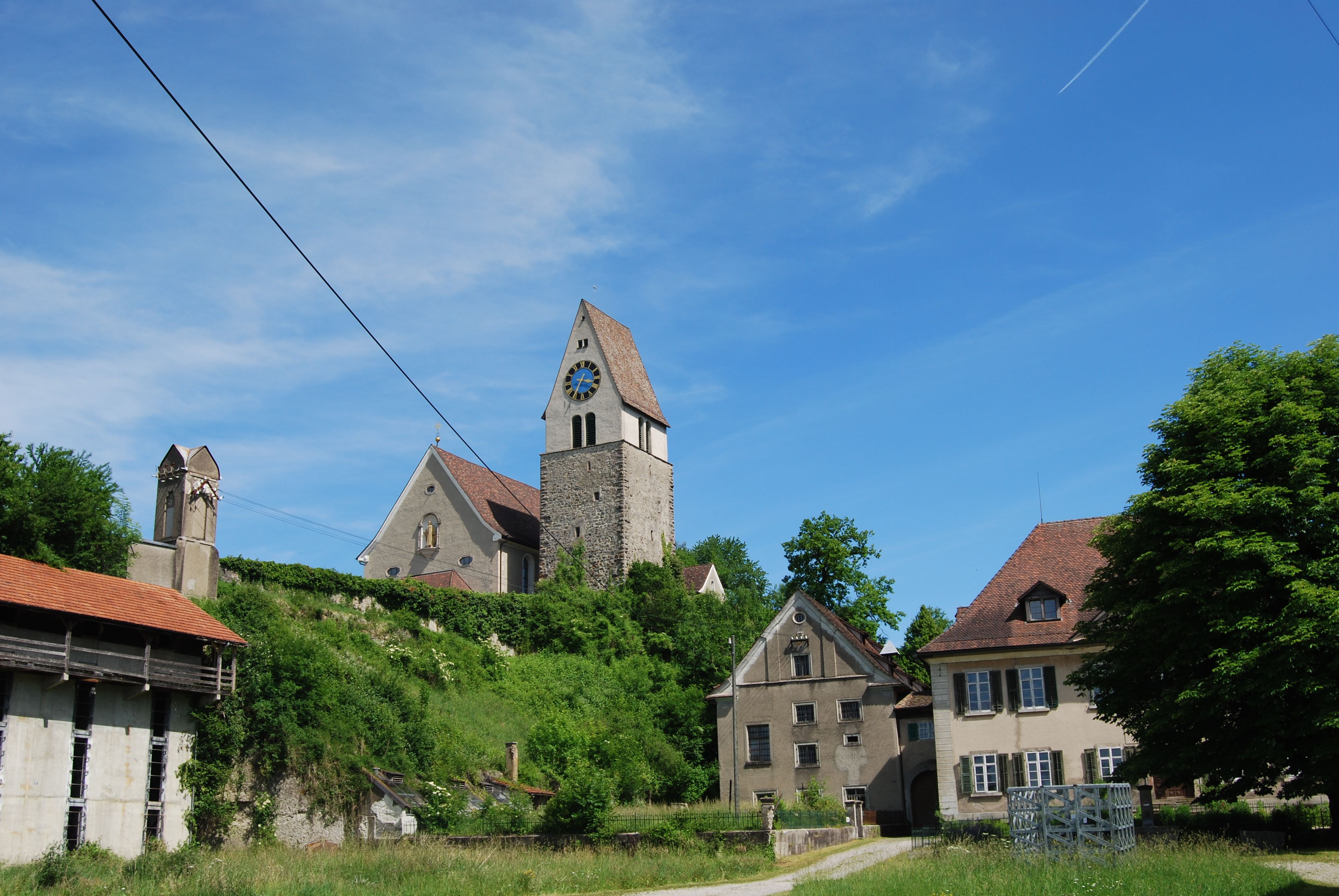
Tobel